# 拉普拉内
拉普拉内（法語：La Planée，法語發音：[la plane]）是法国杜省的一个市镇，属于蓬塔利耶区。

## 地理
拉普拉内（46°50'25"N, 6°16'55"E）面积13 平方千米，位于法国勃艮第-弗朗什-孔泰大區杜省，该省份为法国东部内陆省份，北起上索恩省，西接汝拉省，东部及东南部与瑞士接壤，东北部与贝尔福地区省接壤。
与拉普拉内接壤的市镇（或旧市镇、城区）包括：格朗日纳尔博、布沃朗、马尔帕、瓦和帕莱、拉里维耶尔德吕容、圣科隆布、沃和尚特格吕。

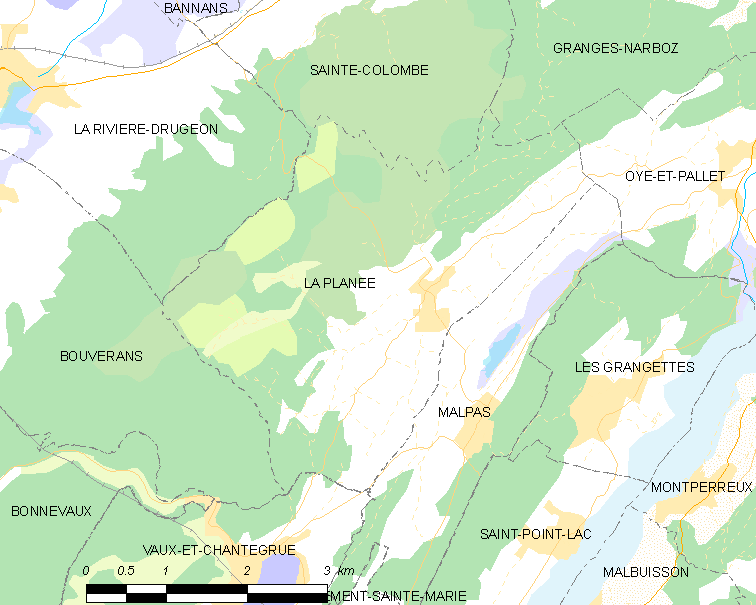
拉普拉内的OSM定位图

拉普拉内的时区为UTC+01:00、UTC+02:00（夏令时）。

## 行政
拉普拉内的邮政编码为25160，INSEE市镇编码为25459。

## 政治
拉普拉内所属的省级选区为弗拉讷县。

## 人口

1962-2008年间拉普拉内人口变化图示

拉普拉内于2022年1月1日时的人口数量为325人。